# Esplanade du 9-Novembre-1989
L’esplanade du 9-Novembre-1989 est une place du 15e arrondissement de Paris.

## Situation et accès
Elle est située sur le terre-plein central de la place de la Porte-de-Versailles.
Ce site est desservi par la station de métro Porte de Versailles.

## Origine du nom
Le nom a été choisi en commémoration de la chute du mur de Berlin sur arrêté du conseil municipal de la Ville de Paris en date du 18 janvier 2007.

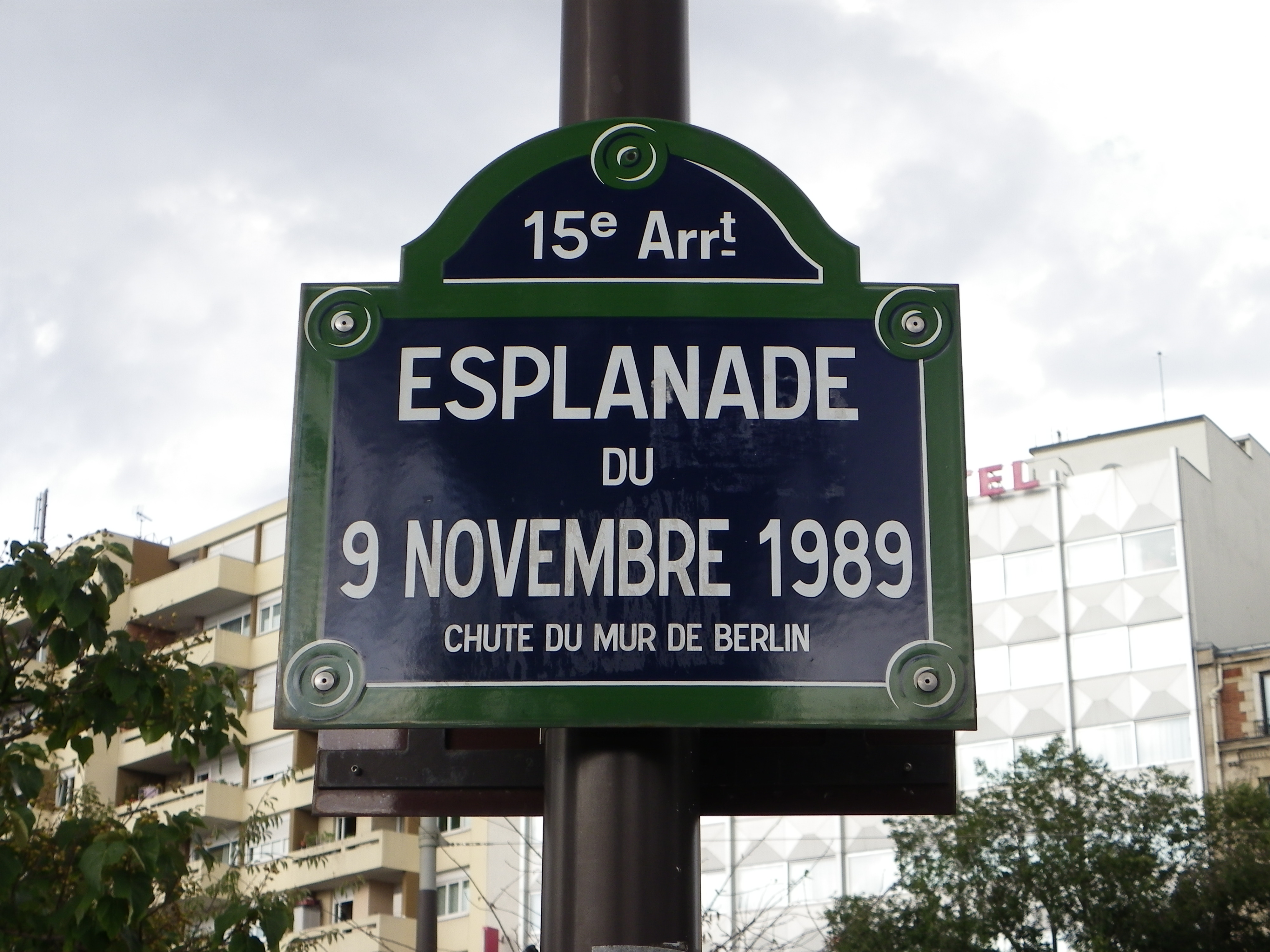
Plaque de rue de l’esplanade du 9-Novembre-1989 à Paris.
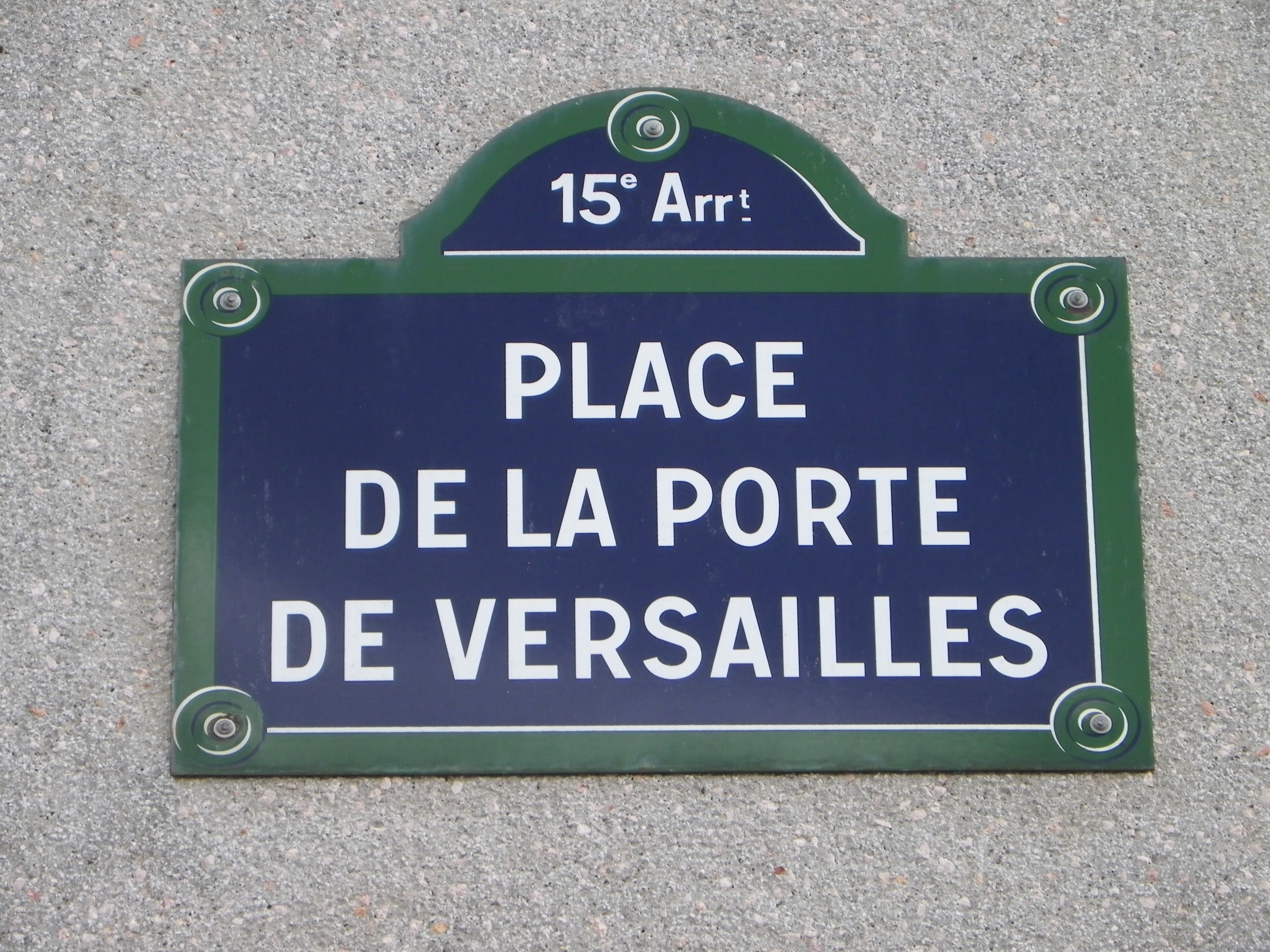
Plaque de rue de la place de la Porte-de-Versailles à Paris.

## Historique
Cette esplanade reçoit un toponyme le 18 janvier 2007.

## Bâtiments remarquables et lieux de mémoire
Un pan du mur de Berlin a été érigé sur cette esplanade.
Un autre monument commémore aussi à Paris la chute du Mur, situé dans le square de Berlin (8e arrondissement). Et depuis 2009, un tronçon du mur de Berlin offert par la Deutschlandradio se trouve dans les jardins de la Maison de la Radio (côté Gare de l'avenue du Président-Kennedy).